# Гірськолижний спорт на зимових Олімпійських іграх 2022 — супергігант (жінки)
Змагання з гірськолижного спорту в супергіганті серед жінок відбулися 11 лютого на трасі Національного гірськолижного центру в районі Яньцин (Китай).
Чинною олімпійською чемпіонкою була Естер Ледецька. Володарка срібної медалі Ігор-2018 Анна Файт завершила спортивну кар'єру, як і бронзова медалістка Тіна Вайратер. Федеріка Бріньоне очолювала залік Кубка світу 2021–2022 після п'яти змагань з супергіганту, що відбулися перед Олімпійськими іграми. За нею розмістилися Елена Куртоні і Софія Ґоджа. Лара Ґут виграла Чемпіонат світу 2021 року, а Корінне Зутер і Мікейла Шиффрін вибороли, відповідно, срібну та бронзову нагороди.

## Результати
| Місце | Номер | Ім'я                            | Країна                     | Час     | Відставання |
| ----- | ----- | ------------------------------- | -------------------------- | ------- | ----------- |
| 1     | 7     | Лара Ґут                        | Швейцарія                  | 1:13.51 |             |
| 2     | 3     | Мір'ям Пухнер                   | Австрія                    | 1:13.73 | +0.22       |
| 3     | 4     | Мішель Гізін                    | Швейцарія                  | 1:13.81 | +0.30       |
| 4     | 5     | Тамара Тіпплер                  | Австрія                    | 1:13.84 | +0.33       |
| 5     | 2     | Естер Ледецька                  | Чехія                      | 1:13.94 | +0.43       |
| 6     | 17    | Раґнгільд Мовінкель             | Норвегія                   | 1:14.09 | +0.58       |
| 7     | 9     | Федеріка Бріньоне               | Італія                     | 1:14.17 | +0.66       |
| 8     | 8     | Корнелія Гюттер                 | Австрія                    | 1:14.19 | +0.68       |
| 9     | 11    | Мікейла Шиффрін                 | США                        | 1:14.30 | +0.79       |
| 10    | 13    | Елена Куртоні                   | Італія                     | 1:14.34 | +0.83       |
| 11    | 12    | Роман Мірадолі                  | Франція                    | 1:14.41 | +0.90       |
| 12    | 20    | Жасмін Флурі                    | Швейцарія                  | 1:14.43 | +0.92       |
| 13    | 15    | Корінне Зутер                   | Швейцарія                  | 1:14.49 | +0.98       |
| 14    | 14    | Марі-Мішель Ґаньон              | Канада                     | 1:14.65 | +1.14       |
| 15    | 26    | Кіра Вайдле                     | Німеччина                  | 1:14.66 | +1.15       |
| 16    | 10    | Лора Гоше                       | Франція                    | 1:14.87 | +1.36       |
| 17    | 19    | Марта Бассіно                   | Італія                     | 1:15.08 | +1.57       |
| 18    | 22    | Юлія Плешкова                   | Олімпійський комітет Росії | 1:15.26 | +1.75       |
| 19    | 6     | Тесса Ворлі                     | Франція                    | 1:15.30 | +1.79       |
| 20    | 1     | Аріане Редлер                   | Австрія                    | 1:15.33 | +1.82       |
| 21    | 21    | Ізабелла Райт                   | США                        | 1:15.37 | +1.86       |
| 22    | 18    | Франческа Марсалья              | Італія                     | 1:15.61 | +2.10       |
| 23    | 27    | Маруша Ферк Saioni              | Словенія                   | 1:15.72 | +2.21       |
| 24    | 24    | Роні Ремме                      | Канада                     | 1:15.78 | +2.27       |
| 25    | 25    | Ельведіна Музаферія             | Боснія і Герцеговина       | 1:15.79 | +2.28       |
| 26    | 23    | Марина Гонсеніца-Даніель        | Польща                     | 1:15.81 | +2.30       |
| 27    | 30    | Кілі Кешмен                     | США                        | 1:15.99 | +2.48       |
| 28    | 29    | Тіффані Готьє                   | Франція                    | 1:16.20 | +2.69       |
| 29    | 38    | Франческа Баруцці               | Аргентина                  | 1:16.65 | +3.14       |
| 30    | 32    | Канде Морено                    | Андорра                    | 1:16.72 | +3.21       |
| 31    | 34    | Грета Смолл                     | Австралія                  | 1:16.97 | +3.46       |
| 32    | 39    | Холмфрідур Дора Фрідґейрсдоттір | Ісландія                   | 1:17.41 | +3.90       |
| 33    | 31    | Тереза Нова                     | Чехія                      | 1:17.88 | +4.37       |
| 34    | 36    | Ноа Селлеш                      | Ізраїль                    | 1:17.94 | +4.43       |
| 35    | 40    | Сара Шлепер                     | Мексика                    | 1:18.17 | +4.66       |
| 36    | 33    | Барбора Новакова                | Чехія                      | 1:18.26 | +4.75       |
| 37    | 43    | Анастасія Шепіленко             | Україна                    | 1:19.60 | +6.09       |
| 38    | 41    | Петра Громцова                  | Словаччина                 | 1:20.11 | +6.60       |
| 39    | 37    | Ребека Янчова                   | Словаччина                 | 1:20.18 | +6.67       |
| 40    | 35    | Ні Юемін                        | Китай                      | 1:22.59 | +9.08       |
| 41    | 42    | Кон Фаньїн                      | Китай                      | 1:23.51 | +10.00      |
| 42    | 44    | Тесс Арбез                      | Ірландія                   | 1:25.18 | +11.67      |
| 43    | 16    | Еліс Робінсон                   | Нова Зеландія              | DNF     | DNF         |
| 43    | 28    | Алікс Вілкінсон                 | США                        | DNF     | DNF         |